# Автомагістраль М6 (Велика Британія)
Автомагістраль M6 — є найдовшою автострадою у Великій Британії. Вона повністю розташована на території Англії, має протяжність трохи більше 370 кілометрів від Мідлендз до кордону з Шотландією. Вона починається на розв’язці 19 автомагістралі M1 і на західному кінці A14 на розв’язці Кетторп, біля Регбі, а потім прямує на північний захід. Вона проходить повз Ковентрі, Бірмінгем, Вулвергемптон, Сток-он-Трент, Престон, Ланкастер і Карлайл, а потім закінчується на перехресті 45 поблизу Гретни. Тут, недалеко від шотландського кордону, вона стає A74(M), яка продовжується до Глазго як M74. Його найбільш завантажені ділянки знаходяться між перехрестями 4 і 10а у Вест-Мідлендсі та перехрестями 16-19 у Чеширі; тепер ці ділянки перетворено на розумні автостради.

## Маршрут
Автомагістраль M6 пролягає від розв'язки 19 автомагістралі M1 і A14 у Кетторпі поблизу Рагбі в центральній Англії. Він проходить повз Ковентрі, Бірмінгем, Стаффорд, Вулвергемптон і Сток-он-Трент. Автомагістраль має основні перехрестя з M56 і M62 поблизу Варрінгтона, що дає доступ до Честера, Манчестера та Ліверпуля . Він також зустрічається з M65 на розв'язці 29 на південь від Престона, що з'єднує Блекберн і Бернлі, і з M55 на розв'язці 32 на північ від Престона, що з'єднує його з Блекпулом. Потім M6 прямує на північ повз Віган, Престон і Ланкастер. Після двох останніх міст він проходить через Камбрію з деякими частинами дуже близько до краю Озерного краю з короткою ділянкою в межах національного парку, а потім повз Карлайл на шляху до Гретни перед тим, як автомагістраль стане A74(M) на відстані кількох сотень метрів від шотландського кордону.

## Історія

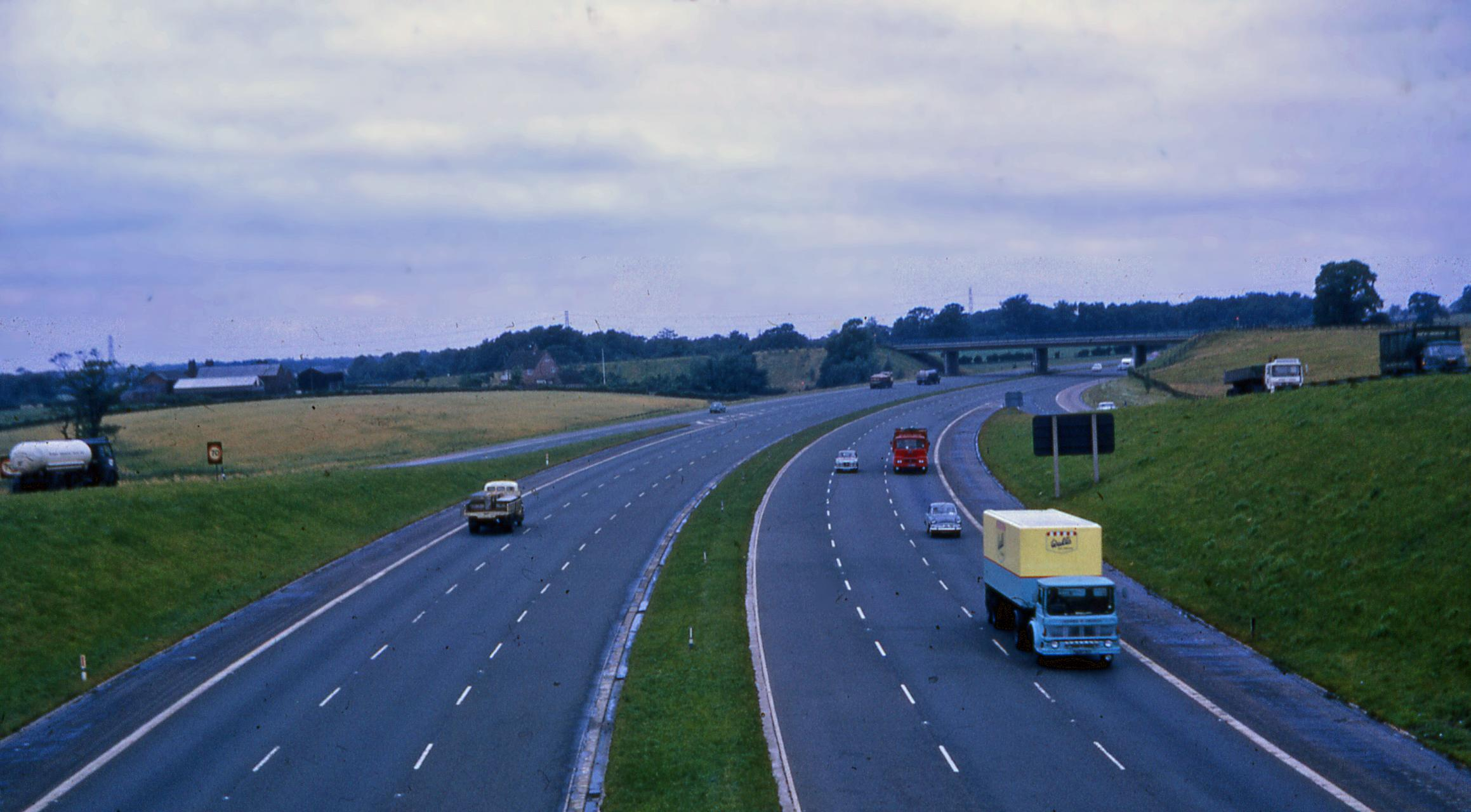
M6 в Чеширі

Першою ділянкою автомагістралі та першою автострадою в країні була об’їзна дорога Престона. Вона була побудована компанією "Tarmac Construction" і відкритий прем'єр-міністром Гарольдом Макмілланом 5 грудня 1958 року У січні 1959 року об'їзна дорога Престона була закрита через швидке погіршення стану поверхні на ділянці довжиною 91 метр «внаслідок замерзання, а потім відтавання води». Автомобілістів перенаправили на стару дорогу, поки британська дослідницька лабораторія доріг у Хармондсворті розмірковувала про важливість дренажу поверхневих вод.
Другий етап будівництва був завершений у 1960 році, утворивши обхід Ланкастера. Десь 160 км на південь, Стаффордська об’їзна дорога була завершена в 1962 році. До 1965 року решта ділянок автостради Стаффорд–Престон і Престон–Ланкастер були завершені. У 1966 році було завершено перехрестя 11–13. У 1968 році було завершено будівництво сполучення Волсолл –Стаффорд, а також об’їзна дорога Пенріта довжиною близько 240 км на північ у Камберленді. У 1970 році було завершено сполучення Ланкастер–Пенріт разом із короткою ділянкою автомагістралі в обхід півдня від Волсолла. Найпівнічніша ділянка автомагістралі також була відкрита в 1970 році, пролягаючи до кінцевої зупинки на північ від Карлайла. До 1971 року було завершено повний маршрут між розв’язкою з автострадою M1 у Рагбі та дорогою A38 у кількох милях на північний схід від центру міста Бірмінгем, включаючи Бромфордський віадук між Касл Бромвіч (J5) та Гравеллі Хілл (J6), який на 5.6 км — найдовший віадук у Великій Британії.
Розв'язка 6 у Бірмінгемі широко відома як Спагетті-Джанкшн через її складність і круглий і вигнутий дизайн. На підвищенні між Шапом і Тебаєм вагони, що прямували на північ і на південь, розділилися. У цьому місці місцева дорога (до Scout Green) проходить між двома проїжджими частинами без сполучення з автострадою.

## Законодавство
Кожна автомагістраль в Англії вимагає опублікування юридичного документа під назвою «Statuty Instrument», у якому детально описується маршрут дороги, перш ніж її можна буде побудувати. Дати, вказані в цих нормативних документах, стосуються часу публікації документа, а не часу будівництва дороги. Нижче наведено неповний перелік нормативних документів, що стосуються маршруту M6.
- Законодавчий акт 1987 р. № 252: Схема підтвердження Ради округу Вест-Мідлендс (розв’язка автомагістралі M6 10) (з’єднувальна дорога) 1985 р. Документ підтвердження 1987 р. [15]
- Законодавчий документ 1987 року № 2254: Схема сполучних доріг автостради M6 (розв’язка Catthorpe) 1987 року [16]
- Законодавчий акт 1990 р. № 2659: Автомагістраль M6: розширення між розв’язками 20 і 21A ( віадук Thelwall ) і схема сполучних доріг 1990 р. [17]
- Законодавчий документ 1991 р. № 1873: Автомагістраль M6 (розширення та покращення між розв’язками 30 і 32) та схема сполучних доріг 1991 р. [18]
- Законодавчий документ 1993 р. № 1370: Рада округу Ланкашир (пропоновані сполучні дороги до автомагістралі M6 у Хейтоні) Схема спеціальних доріг 1992 р. Документ підтвердження 1993 р. [19]
- Законодавчий документ 1997 року № 1292: Схема сполучних доріг M6 Бірмінгем – Карлайл (у Хейтоні) 1997 [20]
- Законодавчий документ 1997 р. № 1293: Схема спеціальних доріг M6 Бірмінгем – Карлайл (у Хейтоні) 1997 р. Наказ про передачу 1997 р. [21]
- Законодавчий документ 1998 року № 125: Схема автомагістралі M6 (об’їзд Саредона та Пакінгтона) 1998 року [22]

## Подальше читання
- Jackson, Mike (2004). The M6 Sights Guide. Severnpix. ISBN 978-0954540210.